# 沈阳京剧院
沈阳京剧院是中国大型京剧表演团体之一，国家重点京剧院，于1947年成立，现位于沈阳市于洪区鸭绿江街10号。剧院的武戏较为突出，在国内京剧行业内处于领先地位,唐（韵笙）派艺术更是一大特色，有“南麒北马关外唐”之称。2006年，唐派艺术被国家、辽宁省、沈阳市确定为非物质文化遗产。

## 变迁
- 1947年，前身东北文协评剧工作团成立。
- 1954年，更名为辽宁京剧团。
- 1959年，与前沈阳京剧团合并，正式组成新的沈阳京剧院。

## 著名人物
- 唐韵笙、秦友梅、黄云鹏、周仲博、焦麟昆
- 汤晓梅、王丽芳、汪玉麟、王斌、汪庆元
- 郑爽

## 知名剧名
- 《美人计》、《雁荡山》、《海瑞背纤》、《詹天佑》
- 《红石钟声》、《插旗》、《儿女传奇》、《康熙大帝》
- 《 梁祝》、《胡茄》、《乌纱记》、《美狐》、《后金春秋》、《煎石记》

## 其他
- 沈阳京剧院附属艺校